# Balkány
Balkány (anno: Balkan; Balkani; Nyírbalkány) – miasto na Węgrzech w komitacie Szabolcs-Szatmár-Bereg.

## Miasta partnerskie
- Lázári, Rumunia
- Słopnice, Polska
- Chlebnice, Słowacja